# ديان أربوس
ديان أربوس (بالإنجليزية: Diane Arbus)‏ (و. 1923 – 1971 م) هي مصورة من الولايات المتحدة الأمريكية . ولدت في مدينة نيويورك .
توفيت في Greenwich Village .

## جوائز
حصلت على جوائز منها:
- زمالة غوغنهايم.

## روابط خارجية
- ديان أربوس على موقع IMDb (الإنجليزية)
- ديان أربوس على موقع الموسوعة البريطانية (الإنجليزية)
- ديان أربوس على موقع إن إن دي بي (الإنجليزية)
- ديان أربوس على موقع ديسكوغز (الإنجليزية)